# 小行星17452
小行星17452（17452 Amurreka）是一颗绕太阳运转的小行星，为主小行星带小行星。该小行星于1990年8月19日发现。

## 轨道参数
小行星17452的轨道半长轴为441 905 669 km，2.9539149 UA，离心率为0.074。